# Halecium ovatum
Halecium ovatum är en nässeldjursart som beskrevs av Totton 1930. Halecium ovatum ingår i släktet Halecium och familjen Haleciidae. Inga underarter finns listade i Catalogue of Life.